# Priscula tunebo
Priscula tunebo là một loài nhện trong họ Pholcidae. Loài này được phát hiện ở Venezuela.